# Johann Fink (Maler)
Johann Fink, auch Johann Finck oder Johann Fincke, (* 20. April 1628 in Freiberg oder in Graslitz/Böhmen (tschechisch: Kraslice); † 10. Dezember 1675 in Dresden) war ein Porträt- und Historienmaler.

## Leben
Johann Fink wurde in Freiberg zum Maler ausgebildet. Er wurde 1648 Meister und bereiste danach Italien, wo er vor allem in Neapel die italienische Malerei des Hochbarock kennenlernte. Er arbeitete seit 1658 in Dresden, zuerst im Dienst des Oberhofmarschalls Johann Georg von Rechenberg und seit 1659 als Hofmaler des sächsischen Kurfürsten Johann Georg II., der ihn 1663, anstelle des verstorbenen Christian Schiebling, zum „Contrafactur- und Oberhofmaler“ ernannte. Fink erhielt später den Titel eines Kammerdieners. Außerdem wurde ihm die Aufsicht über das kurfürstliche „Lusthaus auf dem Ritterberge“ in Dresden übertragen.

## Werke
Johann Finks künstlerisches Schaffen unterlag verschiedenen Einflüssen. Während sich seine Porträtmalerei an holländischen Vorbildern orientierte, tendierte er in seinen Decken- oder Historiengemälden zur Malerei des italienischen Hochbarock, wobei er kräftige und leuchtende Farben wie rot, blau und gelb verwendete.
- Johann Finks frühestes Werk ist das 1648 entstandene Altarbild mit Darstellung des Abendmahls in beiderlei Gestalt in der Stadtkirche Olbernhau. In der oberen Szene wurde die Einsetzung des Abendmahls dargestellt, wobei die Figuren-, Gewand- und Farbgestaltung an Albrecht Dürer erinnert. Die Austeilung des Abendmahls im unteren Teil wurde im damaligen, zeitgenössischen Stil gestaltet und in kleinerem Maßstab gehalten.

- Sein Hauptwerk ist das 1668/70 entstandene Deckengemälde Himmelfahrt Christi in der Schlosskapelle in Moritzburg. Das Werk gilt als erster Versuch, die illusionistische Malerei des italienischen Hochbarock in Sachsen einzubürgern.

Weitere Werke (Auswahl):
- Porträt des Berghauptmanns Georg Friedrich von Schönberg (1649), Freiberg, Oberbergbauamt
- Doppelbildnis Johann Georgs II. und des Kurfürsten Friedrich Wilhelm von Brandenburg (Ölgemälde um 1660/65), Staatliche Kunstsammlungen Dresden
- Biblisches Historiengemälde Die Vertreibung aus dem Paradies (1663), Staatliche Kunstsammlungen Dresden
- Biblisches Historiengemälde Die Flucht nach Ägypten (1667), Staatliche Kunstsammlungen Dresden
- Altargemälde Kreuzigung Christi für die Kirche St. Marien und Laurentius in Dippoldiswalde (um 1670)
- Rundbild mit der Darstellung des Heiligen Geistes in Gestalt einer Taube (um 1670), das ursprünglich zum Altar der Schlosskirche gehörte und sich heute in der Evangelischen Pfarrkirche Moritzburg befindet
- zwei Porträts des Kurfürsten Johann Georg II. von Sachsen (zwischen 1670 und 1675), Historisches Museum Dresden
- Bildnis des Oberhofpredigers Johann Andreas Lucius (um 1670), Original verschollen, Kopie als Kupferstich von Johann Caspar Höckner (1629–1670/71) und Christian Romstet, Staatliche Kunstsammlungen Dresden
- Bildnis des Oberlandbaumeisters Johann Georg Starcke (um 1670), 1722 noch in Dresden nachgewiesen, später verschollen
- Selbstbildnis, Original verschollen, Kopie als Kupferstich von Johann Bensheimer nach einer Zeichnung von J. G. Nohr, Staatliche Kunstsammlungen Dresden